# Een onmogelijke opdracht in Somalië

De ligging van Somalië in Afrika.

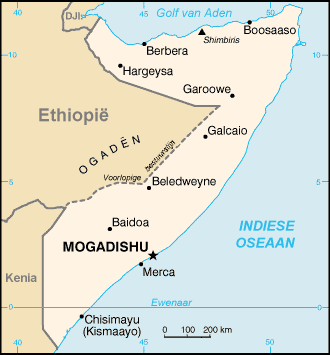
Een overzichtskaart van Griekenland.

Een onmogelijke opdracht in Somalië is een spionageroman van auteur Gérard de Villiers en is het 47e deel uit de S.A.S.-reeks met als protagonist de Oostenrijkse prins en freelance CIA-agent Malko Linge.

## Het verhaal
De Amerikaanse ambassadeur en zijn gezin worden ontvoerd door de groep Front de Libération de la Côte des Somalis, die strijdt voor een onafhankelijk Somaliland in het noorden van Somalië.
De politieke machthebbers van Somalië lijken zich echter niet te bekommeren om de ontvoerde ambassadeur en zijn gezin en stellen nauwelijks enige opsporingscapaciteit beschikbaar.
De Amerikaanse overheid beseft dat ze er alleen voorstaat en schakelt de CIA in om de ontvoering te beëindigen.
Malko vertrekt voor deze opdracht naar de Somalische hoofdstad Mogadishu.
Bij Malko rijzen al spoedig twijfels over welke groep nu daadwerkelijk achter de ontvoering zit. Informatie wijst ook in de richting van de Somalische regering en de Sovjet-Unie.
Het lijkt haast onmogelijk deze opdracht succesvol te kunnen uitvoeren.

## Personages
- Malko Linge, een Oostenrijkse prins en CIA-agent.

## Verschillende titels
- Een onmogelijke opdracht in Somalië is in 1978 voor het eerst verschenen onder de titel Een onmogelijke opdracht (ISBN 90-229-1786-X).
- In 1989 is een herdruk uitgegeven onder de titel Een onmogelijke opdracht in Somalië (ISBN 90-449-1786-2).